# Челябинск-Южный
Челябинск-Южный — сортировочная станция Челябинского региона Южно-Уральской железной дороги, расположена в городе Копейск Челябинской области. Ближайшие  станции:  Больница (800347), Кир-Завод (800722)

## Назначение
Грузовая железнодорожная станция. Станция осуществляет следующие операции: выдачу и приём грузов повагонными отправками с мест не общего пользования и с подъездных путей. Есть пост ЭЦ, сортировочная горка. На станции так же есть оборотное локомотивное депо.
По состоянию на 1993 год на станции дислоцировалась ПМС № 41.
Станция, кроме обслуживания прилегающих крупных предприятий, несёт функцию по разгрузке станции Челябинск-Главный от транзитных (не требующих переработки и сортировки) грузовых поездов.

## История
В городе Копейске для обслуживания угольных шахт в начале XX века была построена Серго-Уфалейская железнодорожная станция управлением Серго-Уфалейских горных заводов (горного округа). Станция замыкалась на общую железнодорожную ветвь через разъезды Потанино (ныне станция) и Примыканино. Станция была снесена в 1970-х годах, так как разделяла город на 2 половины. Одновременно, от станции Челябинск (позже Челябинск-Главный) существовала железнодорожная ветвь до Копейска построенная в 1920-е годы и проходящая по территории Ленинского района города Челябинска и демонтированная в 1970-е годы, на её месте располагается нынешнее Копейское шоссе в городе.
Станция Челябинск-Южный образовалась во время Великой Отечественной войны, строительство железнодорожной ветки началось в феврале 1942 г., в октябре 1942 г. прошёл первый поезд. Челябинск-Южный стал основной станцией для грузов с Челябинского металлургического и трубопрокатного заводов, завода имени Орджоникидзе и Кузнечно-прессового завода имени Сталина.
До 50-х годов посёлок станции Челябинск-Южный  относился к городу Челябинску. Решением облисполкома от 27.05.1958 г. посёлок станции Челябинск-Южный (вместе с посёлками Потанино и станции Кирзавод) территориально вошли в состав Копейска, а в 1980 году были выделены из него в посёлок Железнодорожный. Станции принадлежал дворец культуры имени Петрякова (передан муниципалитету).
С 2020 года железнодорожная станция Кир-Завод была объединена со станцией Челябинск-Южный и стала одним из парков последней.

## Инфраструктура
- Пункт технического обслуживания локомотивов (ПТОЛ) ВЧДЭ «Челябинск»[16].